# Francisco Solís
Francisco Andres Solís González (ur. 12 stycznia 1999) – chilijski judoka.
Uczestnik mistrzostw świata w 2018, 2019 i 2023. Startował w Pucharze Świata w latach 2017–2020, 2022, 2023 i 2025. Wicemistrz igrzysk panamerykańskich w 2023 i piąty w 2019. Brązowy medalista igrzysk Ameryki Południowej w 2022, igrzysk boliwaryjskich w 2017, a także mistrzostw panamerykańskich w 2018, 2019, 2022 i 2025 roku.